# Donkey Kong
Donkey Kong (ドンキーコング; Donkí Kongu; Hepburn: Donkī Kongu) egy kitalált szereplő. Első megjelenése a Nintendo cég azonos című videójátékában volt 1981-ben.

## Eredete
A kitalált szereplőt két másikkal együtt Mijamoto Sigeru a Nintendo eredeti tulajdonaként alkotta meg. A szereplők eredetileg egy 'Popey' című játékban szerepeltek volna, azonban a 'Popey' engedélyezése megbukott. A három szereplőről azt hitték, hogy tükrözi azt a szerelmi háromszöget, ami a Popeye képregényekben létezik. Donkey Kong megalkotásával a szerző szemléltetni szerette volna, hogy hogy egy gorilla nem "túl gonosz vagy visszataszító". Sigeru azt hitte, hogy a "donkey" szó jelentése "hülye" az angol nyelvben. Szerette volna ha a Donkey Kong név átalakul "hülye majommá" az amerikai közösségekben. Amikor javasolta a nevet a Nintendo amerikai részlegének, nevettek rajta, de a név megragadt.

## Megjelenése

### Korai története
Donkey Kong először 1981-ben az azonos című játékban tűnt fel. A játékban szerepet kapott Mario (akkori nevén "Jumpman") és a bajba jutott hölgy (később a Pauline nevet kapta) is. Jumpman-ként a játékosnak el kellett jutni Donkey Kong-hoz aki egy lépcső tetején tartja fogva kedvesét. Donkey Kong hordókat és egyéb tárgyakat dobál Jumpman felé, hogy megakadályozza célja elérésében. A majom a következő évben újra megjelent a folytatásban, a Donkey Kong Juniorban, ahol Donkey Kong-ot ejti foglyul és zárja egy ketrecben az immár Mario nevű szereplő. Donkey Kong Junior vállalkozik a feladatra, és az ő bőrébe bújhat a játékos, hogy megmentse Donkey Kongot.
Donkey Kong visszatér negatív szerepébe a Donkey Kong 3-ban. Ezúttal a Mario-t váltó Stanley The Bugman szerepében küzdhetünk meg vele. Stanley megkísérli, hogy a gyilkos méhek hordáját legyőzzön és lerohanjon egy üvegházat.
Donkey Kong sorozat után Mario lett a Nintendo főszereplője, Donkey Kong és a fia csak mellékszerepet töltenek be például a Punch-Out!!, Super Mario Kart, és a Mario's Tennis játékokban. 1994-ben a Donkey Kong Game Boy verziójában újra főszerephez jut. Donkey Kong-ot teljesen újjá tervezték, ezentúl egy vörös csokornyakkendő viselt, amin néha egy "DK" felirat is feltűnt.

### Rare korszak
1994-ben a Rare brit játékfejlesztő csapat kapott megbízást a Donkey Kong Country elkészítésére, megalkották Donkey Kong Islandet és a szereplő háttértörténetét.
A régi Donkey Kong is feltűnik a játékban, a főszereplő nagyapjaként Cranky Kong néven.
Rare egy képviselője, aki nem sokkal Donkey Kong 64 kibocsátása után nyilatkozta, az aktuális Donkey Kong, a felnőtt Donkey Kong Junior (ellentétben azzal, hogy Cranky Donkeyra fiaként utal a játékban (és társított anyagokban)). Ebben a könnyű játékban Donkey Kong-ot egy erős de még lusta és laza majomként ábrázolják. Akinek leginkább a saját banán készlete köti le a figyelmét. A sorozatban feltűnik Diddy Kong, Donkey jobbkeze és King K. Rool aki Donkey banánkézletét próbálja meg ellopni.
A két játék címe ellenére, nem DK a főszereplője, a Donkey Kong Country 2: Diddy Kong Quest és a Donkey Kong Country 3: Dixie Kong Double Trouble! játékoknak. DK-t elfogta King K. Rool, a játékos célja megmenteni őt, különböző Kongok irányításával. A Donkey Kong Country sorozat ihlette meg a Donkey Kong Land trilógiát és egy televíziósorozatot.
Ezt követte a Nintendo 64 játékplatformra a Donkey Kong 64. Illetve feltűnt a Mario Kart 64-ben, a Mario Kart sorozatból. Ezzel rendszeres játszható karakter lett a Mario sports sorozatnak, és más játékoknak (Mario Party, Super Smash Bros).

### Az ezredforduló után
A Rare korszak után, a Nintendo a Namco céggel közösen készítette el a Donky Konga trilógiát Nintendo GameCube konzolra. Ezek a zenei játékok a Taiko: Drum Master játékon alapultak és egy dobkonzolra van szükség a játékokhoz.
Azonban csak a trilógia első két része jutott el Amerikába. Majd ezt követte a Donkey Kong Jungle Beat 2005. március 14-ei Észak-Amerikai megjelenése. Ebben a játékban Donkey Kong erőszakosabb mint az eredeti, és ugyancsak a Bongo dobbal vezérelhető. Az első Wii-re megjelenő játék, a Donkey Kong: Barrel Blast, Észak-Amerikában 2007 októberében jelent meg.
A hordozható konzolokon újra szembekerül Donkey Kong régi ellenségével, Marioval a Mario vs. Donkey Kong játékban, melyet 2004-ben adtak ki Game Boy Advance konzolra. Donkey Kong visszatér a főgonosz szerepébe, Mario játékgyára felett szerzi meg az irányítást, és ezt kell a játékosnak Mario bőrébe bújva visszaszerezni. Ezt követte, 2006-ban, a Mario vs. Donkey Kong 2: March of the Minis, ahol Donkey Kong belezúg Pauline-be, elrabolja és a Mini-Super Mario Világ vidámpark tetőjére viszi, ahonnét meg kell menteni.

## Az eddig megjelent Donkey Kong-játékok listája
| Kiadás éve | Cím                                           | Játék konzol                    |
| 1981       | Donkey Kong                                   | Játékgép                        |
| 1982       | Donkey Kong Jr.                               | Játékgép                        |
| 1983       | Donkey Kong Jr. Math                          | Játékgép                        |
| 1983       | Donkey Kong                                   | CBS Colecovision                |
| 1984       | Donkey Kong 3                                 | JÁtékgép                        |
| 1982       | Donkey Kong                                   | Game & Watch                    |
| 1983       | Donkey Kong II                                | Game & Watch                    |
| 1985       | Donkey Kong Jr.                               | Game & Watch                    |
| 1985       | Donkey Kong 3                                 | Game & Watch                    |
| 1987       | Punch-Out!!                                   | NES                             |
| 1988       | Donkey Kong                                   | NES                             |
| 1988       | Donkey Kong Jr.                               | NES                             |
| 1992       | Donkey Kong Classics                          | NES                             |
| 1994       | Donkey Kong                                   | Game Boy                        |
| 1994       | Donkey Kong Country                           | SNES                            |
| 1994       | Game & Watch Gallery                          | Game Boy                        |
| 1995       | Game & Watch Gallery 2                        | Game Boy                        |
| 1995       | Donkey Kong Land                              | Game Boy                        |
| 1995       | Donkey Kong Country 2: Diddy's Kong Quest     | SNES                            |
| 1996       | Donkey Kong Land 2                            | Game Boy                        |
| 1996       | Donkey Kong Country 3: Dixie's Double Trouble | SNES                            |
| 1996       | Game & Watch Gallery 3                        | Game Boy                        |
| 1997       | Donkey Kong Land 3                            | Game Boy                        |
| 1997       | Mario Kart 64                                 | Nintendo 64                     |
| 1999       | Mario Party                                   | Nintendo 64                     |
| 1999       | Super Smash Bros.                             | Nintendo 64                     |
| 1999       | Donkey Kong 64                                | Nintendo 64                     |
| 2000       | Donkey Kong Jr.                               | Game Boy Classic                |
| 2000       | Mario Party 2                                 | Nintendo 64                     |
| 2000       | Mario Golf                                    | Nintendo 64                     |
| 2000       | Mario Tennis                                  | Nintendo 64                     |
| 2000       | Donkey Kong Country                           | Game Boy Color                  |
| 2001       | Mario Golf                                    | Game Boy Color                  |
| 2001       | Mario Tennis                                  | Game Boy Color                  |
| 2001       | Mario Kart: Super Circuit                     | Game Boy Advance                |
| 2001       | Mario Party 3                                 | Nintendo 64                     |
| 2002       | Super Smash Bros. Melee                       | GameCube                        |
| 2002       | Mario Party 4                                 | GameCube                        |
| 2002       | Game & Watch Gallery 4                        | Game Boy Advance                |
| 2003       | Donkey Kong Country                           | Game Boy Advance                |
| 2003       | Mario Kart: Double Dash!!                     | GameCube                        |
| 2003       | Mario Party 5                                 | GameCube                        |
| 2004       | Mario Golf: Toadstool Tour                    | GameCube                        |
| 2004       | Mario Golf: Advance Tour                      | Game Boy Advance                |
| 2004       | Donkey Kong Country 2                         | Game Boy Advance                |
| 2004       | Donkey Kong                                   | Game Boy Advance (NES Classics) |
| 2004       | Donkey Konga                                  | GameCube                        |
| 2004       | Mario vs. Donkey Kong                         | Game Boy Advance                |
| 2005       | Mario Power Tennis                            | GameCube                        |
| 2005       | Mario Kart Arcade GP                          | Automat                         |
| 2005       | Donkey Kong Jungle Beat                       | GameCube                        |
| 2005       | Donkey Kong: King of Swing                    | Game Boy Advance                |
| 2005       | Donkey Konga 2                                | GameCube                        |
| 2005       | Donkey Konga 3 *                              | GameCube                        |
| 2005       | Mario Party 6                                 | GameCube                        |
| 2005       | Mario Party Advance                           | Game Boy Advance                |
| 2005       | Mario Smash Football                          | GameCube                        |
| 2005       | Mario Superstar Baseball                      | GameCube                        |
| 2005       | Donkey Kong Country 3                         | Game Boy Advance                |
| 2005       | Mario Kart DS                                 | Nintendo DS                     |
| 2005       | Mario Power Tennis                            | Game Boy Advance                |
| 2006       | Mario Party 7                                 | GameCube                        |
| 2006       | Tetris DS                                     | Nintendo DS                     |
| 2006       | Yoshis Island DS                              | Nintendo DS                     |
| 2007       | Mario Slam Basketball                         | Nintendo DS                     |
| 2007       | Mario vs. Donkey Kong 2: March of the Minis   | Nintendo DS                     |
| 2007       | Mario Strikers Charged Football               | Nintendo Wii                    |
| 2007       | Mario Party 8                                 | Nintendo Wii                    |
| 2007       | Donkey Kong: King of Swing 2                  | Nintendo DS                     |
| 2007       | Donkey Kong: Jungle Climber                   | Nintendo DS                     |
| 2007       | Mario Party DS                                | Nintendo DS                     |
| 2008       | Donkey Kong: Jet Race                         | Nintendo Wii                    |
| 2008       | Mario Kart Wii                                | Nintendo Wii                    |
| 2008       | Super Smash Bros. Brawl                       | Nintendo Wii                    |
| 2009       | Game & Watch: Donkey Kong Jr.                 | Nintendo DSi                    |
| 2009       | Mario vs. Donkey Kong: Minis March Again!     | Nintendo DSi                    |
| 2010       | Donkey Kong Country Returns                   | Nintendo Wii                    |
| 2014       | Donkey Kong Country: Tropical Freeze          | Nintendo Wii U                  |
| 2014       | Mario Kart 8                                  | Nintendo Wii U                  |
| 2015       | Mario Party 10                                | Nintendo Wii U                  |
| 2016       | Mario and Sonic at the Rio 2016 Olympic Games | Nintendo 3DS                    |
| 2018       | Super Mario Party                             | Nintendo Switch                 |